# 니콜라스 브라보
니콜라스 브라보(Nicolás Bravo Rueda, 1786년 9월 10일 ~ 1854년 4월 22일)는 멕시코의 정치인이자 군인이었다. 그는 1846년에서 1848년까지 멕시코-미국 전쟁 동안 두 자리에서 두드러진 활약을 펼쳤었다.

## 이력
멕시코 독립 전쟁 (1810년 ~ 1821년) 동안, 브라보는 남쪽 전투에 있어 호세 마리아 모렐로스의 쪽에서 싸웠다. 1811년, 그는 에르메네길도 갈레아나의 군대에 입대하여 베라크루스주의 작전권을 손에 넣었다. 그는 또한 칠판친고 (Chilpancingo) 의회 방어에 참가했었다.
1817년 왕정주의자들은 그를 감옥에 넣었으며 1820년이 돼서야 자유를 되찾을 수 있었다. 그는 플랜 데 이괄라와 연합했으며 1821년 9월 27일, 그는 에제르키토 트리가란테와 함께 멕시코 시티에 입성했다. 독립을 이루었을 때, 그는 선거인 의회에 의해 주의 참모로 임명되었다.
아구스틴 데 이투르비데가 황제로 왕위에 올랐을 때, 그는 반대편에서 군대를 모아 옥사카에 관리부를 형성했다. 브라보는 군대를 창설하여 푸에블라를 경유하여, 멕시코 시티로 진격했다. 이투르비데가 전복되었을 때, 브라보는 과달루페 빅토리아 (1824년 ~ 1829년) 대통령하에서 공화국의 부통령에 올랐다.
멕시코 역사에 있어 이 시기에 정당이 아직 형성되지 않았었으며, 멕시코의 정치 엘리트들은 두 프리메이슨 지부, 중도파 스코틀랜드 식 (los escoseses)와 다소 더 많은 자유주의자 요크 식 (los yorquinos)과 관계를 맺고 있었다. 브라보는 멕시코에서 스코틀랜드 식 지부가 정치적 영향력 있는 자리의 대부분을 차지한 시기인 1823년과 1827년 사이 이 지부의 단장이었다. 그러나, 1827년에 반대편의 요크 식 메이슨들은 신속히 권력을 얻기 시작했다. 특권이 있던 그의 자리를 영원히 잃어버릴것은 두려움에, 브라보는 요크가 통제하던 연방 군대에 반대하여 군사 반란을 주도했다. 1827년 12월 23일에 착수했던 그 반란은 대실패였다. 그의 사형을 요청했음에도 불구하고, 브라보는 에콰도르로 추방되었다. 그는 정부의 변화 후 1829년에 멕시코로 돌아왔다.
그는 여러 정부 요직을 차지했으며 1839년에 임시 공화국 대통령으로 명명되었다. 멕시코-미국 전쟁동안, 그는 침략자들에 대향하여 싸웠으며 1847년 9월 13일에 차풀테펙 전투 (Battle of Chapultepec)에서 포로가 되었다. 1854년 4월 22일에 그는 칠판친고 (Chilpancingo)에서 죽었다.

## 같이 보기
- 멕시코의 국가원수 목록